# Eudasychira
Eudasychira este un gen de molii din familia Lymantriinae.